# Verteidigungsministerium (Sierra Leone)
Das Ministerium für Verteidigung (englisch Ministry of Defence) ist das Verteidigungsministerium von Sierra Leone.
Dem Ministerium steht seit April 2018 erstmals der Staatspräsident in Personalunion, d. h. aktuell (Stand Mai 2018) Julius Maada Bio vor. Er wird durch Oberst i. R. Simeon Sheriff als Vizeminister vertreten.
Zusammen mit dem Personalverantwortlichen der Sierra Leone Armed Forces (Chief of Defence Staff), Generalleutnant Brima Sesay, überwacht dieser verschiedenen Direktorate, zum Beispiel das Direktorat Military Operations (Militäroperationen). Dem Personalverantwortlichen unterstehen alle Teilstreitkräfte der Armee, das heißt Heer, Marine und Luftstreitkräfte.
Aufgabe des Ministeriums ist die Formulierung, Überwachung, und Auswertung einer Verteidigungsstrategie für Sierra Leone im Rahmen der demokratischen Staatsführung.